# Xenon-110
Xenon-110 of 110Xe is een instabiele radioactieve isotoop van xenon, een edelgas. De isotoop komt van nature niet op Aarde voor. Xenon-110 is de lichtste isotoop van het element.
Xenon-110 ontstaat onder meer door radioactief verval van barium-114:
{\displaystyle {\ce {{^{114}_{56}Ba}->{^{110}_{54}Xe}+\,_{2}^{4}\alpha }}}

## Radioactief verval
Xenon-110 bezit een zeer korte halveringstijd: 310 milliseconden. Het grootste gedeelte (64%) vervalt door uitzending van alfastraling naar de radio-isotoop telluur-106:
{\displaystyle {\ce {{^{110}_{54}Xe}->{^{106}_{52}Te}+\,_{2}^{4}\alpha }}}
{\displaystyle \mathrm {^{110}_{\ 54}Xe\ \longrightarrow \ _{\ 52}^{106}Te\ +\ \alpha } }
De vervalenergie hiervan bedraagt 3,8849 MeV. 
Xenon-110 is theoretisch gezien ook in staat tot β+-verval, waarbij de radio-isotoop jodium-110 gevormd wordt:
{\displaystyle {\ce {{^{110}_{54}Xe}->{^{110}_{53}I}+{e^{+}}+{\nu }_{e}}}}
De vervalenergie bedraagt 7,395 MeV.
109Xe · 110Xe · 111Xe · 112Xe · 113Xe · 114Xe · 115Xe · 116Xe · 117Xe · 118Xe · 119Xe · 120Xe · 121Xe · 122Xe · 123Xe · 123mXe · 124Xe · 125Xe · 125m1Xe · 125m2Xe · 126Xe · 127Xe · 127mXe · 128Xe · 129Xe · 129mXe · 130Xe · 131Xe · 131mXe · 132Xe · 132mXe · 133Xe · 133mXe · 134Xe · 134m1Xe · 134m2Xe · 135Xe · 135mXe · 136Xe · 136mXe · 137Xe · 138Xe · 139Xe · 140Xe · 141Xe · 142Xe · 143Xe · 144Xe · 145Xe · 146Xe · 147Xe · 148Xe